# Marihuana

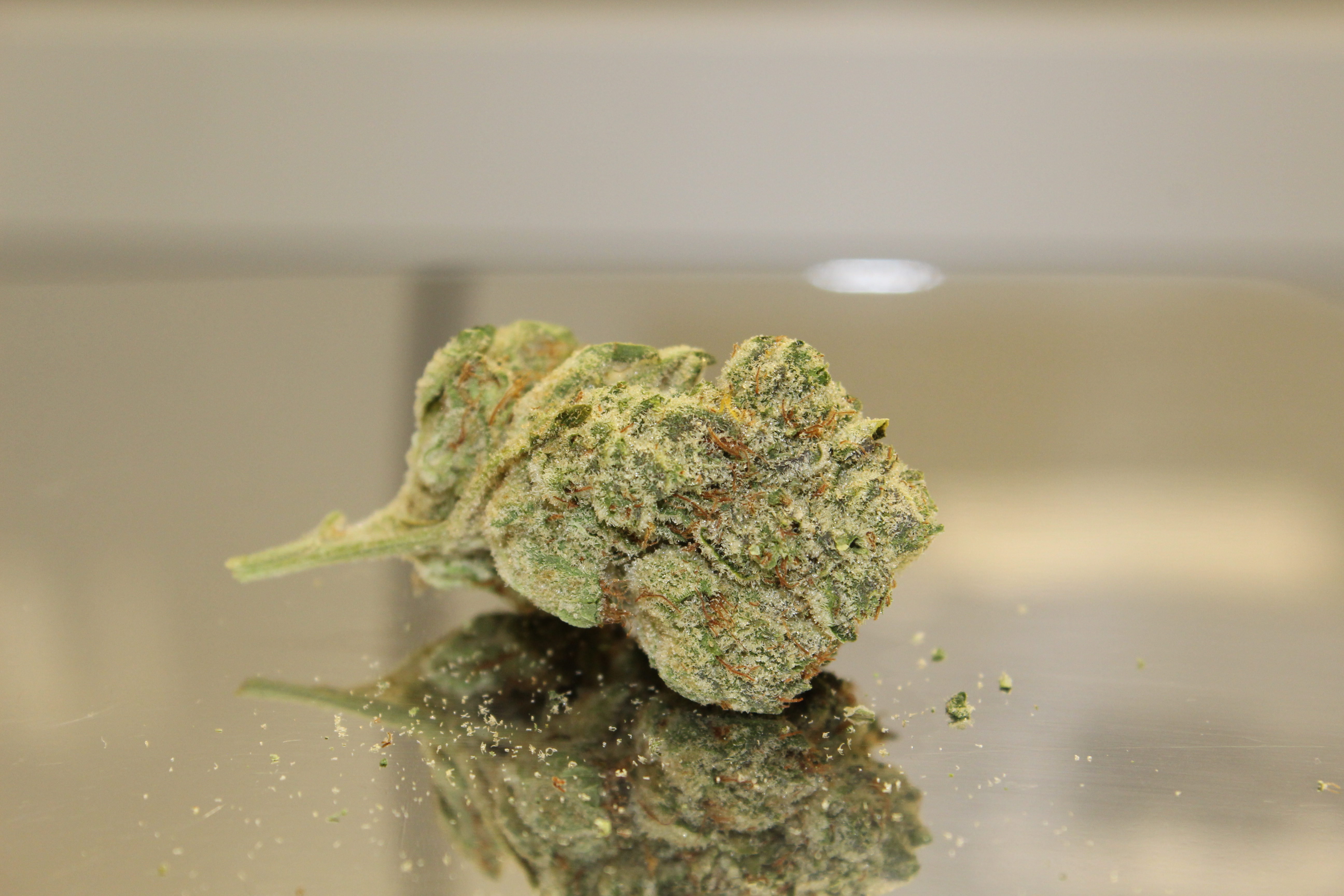
Marihuana

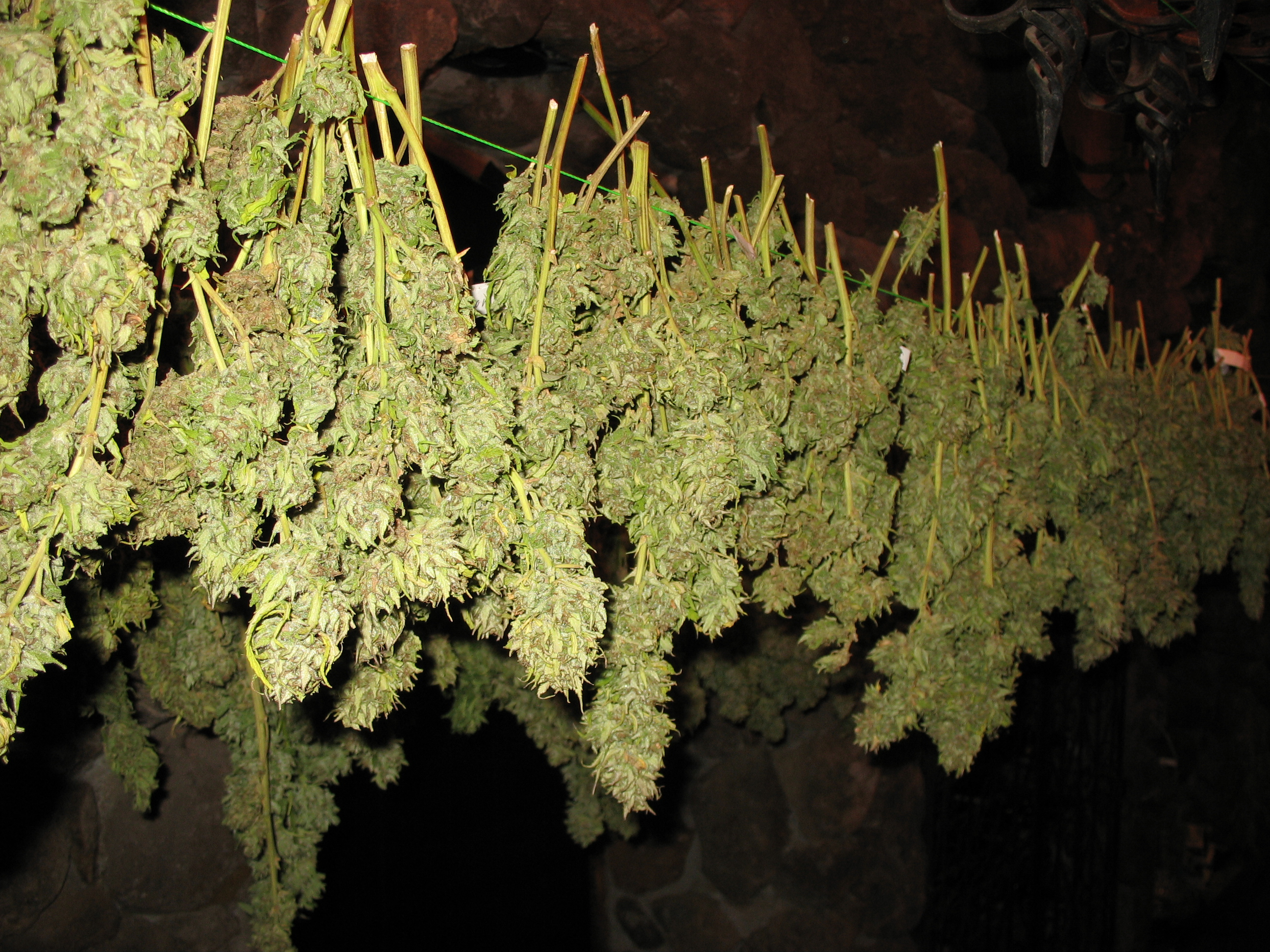
In voller Blüte geerntete weibliche Hanfpflanzen (zum Trocknen aufgehängt)

Marihuana (umgangssprachlich auch Gras, Weed, Pot, Ganja oder Mary Jane) bezeichnet die getrockneten, harzhaltigen Blüten und die blütennahen, kleinen Blätter der weiblichen Hanfpflanze (Cannabis).
Marihuana und Haschisch sind beides Hanfprodukte; Haschisch besteht jedoch meist aus dem gepressten Harz der weiterverarbeiteten Pflanzenteile.

## Verwendung
Marihuana wird sowohl als Rauschmittel, im religiösen Bereich (so im Rastafari), als auch in der Medizin genutzt. Es wird häufig in Papier gedreht als Joint geraucht, oder nach Verdampfung durch die Verwendung eines Vaporizers inhaliert, seltener wird es auch oral aufgenommen (z. B. mit Lebensmitteln).

## THC-Gehalt
Die berauschende Wirkung von Marihuana ist hauptsächlich auf den psychoaktiven Wirkstoff Tetrahydrocannabinol (THC) zurückzuführen. Der THC-Gehalt kann stark variieren: Für 2015 gab die Europäische Beobachtungsstelle für Drogen und Drogensucht (EBDD), basierend auf nationalen Durchschnittswerten, einen THC-Wirkstoffgehalt in Marihuana von 3 % als Mindestwert, von 22 % als Höchstwert und einen Quartilabstand von 7 bis 11 % an.
Ein Wirkstoffgehalt von bis über 30 % ist mit bestimmten Cannabissorten unter optimalen Bedingungen möglich. Aktuell bietet medizinisches Cannabis in Deutschland Sorten mit niedrigem, als auch mit hohem THC-Gehalt. Der CBD-Gehalt liegt bei offiziellem medizinischem Cannabis in Deutschland zwischen unter 0,05 und 10,2 %.

## Zum Begriff
Im Gesetzestext des Betäubungsmittelgesetzes ist der Name Marihuana als Trivialname für die gesamte Pflanze verankert. Es heißt dort: Cannabis (Marihuana, Pflanzen und Pflanzenteile der zur Gattung Cannabis gehörenden Pflanzen). Der Name Marihuana kam ursprünglich aus den USA nach Deutschland und spielte dort bei dem Verbot der Hanfpflanze eine wichtige Rolle.
Das Wort marihuana, teilweise auch mariguana geschrieben, stammt aus dem mexikanischen Spanisch. Die weitere Herleitung ist ungewiss, möglicherweise stammt das Wort aus einer Indianersprache. Die häufig kolportierte Herleitung vom spanischen Vornamen María Juana („Mary Jane“) ist eine irrige Volksetymologie, die nach der Entlehnung des Wortes ins Englische wohl in den USA aufkam. So erklärt sich auch die Schreibvariante marijuana, die erst im englischen Sprachraum entstand und im Spanischen nur selten anzutreffen ist. Marihuana wird im englischen Sprachraum auch als „Mary Jane“ bezeichnet.
Gras ist eine der geläufigsten umgangssprachlichen Bezeichnungen für Marihuana. Weed ist ein auch in deutschsprachigen Ländern benutzter Begriff.
In Jamaika und der restlichen Karibik wird Marihuana nach der aus der Sprache Sanskrit stammenden Bezeichnung für Hanf auf Hindi und Urdu auch als Ganja bezeichnet.
Sinsemilla (spanisch sin semilla ‚ohne Samen‘) – abgewandelt, vor allem im jamaikanischen Sprachraum, auch Sensimilla – besteht ausschließlich aus weiblichen, unbestäubten Blütenständen, die keine Samen enthalten. Sinsemilla gewinnt man, indem die männlichen Pflanzen entfernt werden, sobald das Geschlecht erkennbar ist, sodass die weiblichen Pflanzen nicht bestäubt werden.
Hasch, Haschisch, Marihuana und Cannabis werden auch fälschlicherweise synonym verwendet. Cannabis ist der lateinische Name der Gattung Hanf.

## Rechtliche Situation in Deutschland

Die weltweit rechtliche Situation von medizinischem Cannabis · Stand: April 2024
legal (verschreibungspflichtig)
legal auch für den Freizeitgebrauch

Der Besitz, Handel und Konsum von Marihuana und anderen Cannabisprodukten wie Haschisch und Haschischöl ist in den meisten Ländern verboten. Allerdings wurden in Deutschland Strafverfahren, wegen des Erwerbs von geringen Mengen, die für den offenkundigen Eigenbedarf sind, in der Regel auf Grund eines 1994 gefällten Urteils des Bundesverfassungsgerichts von der Staatsanwaltschaft eingestellt. Nach jahrelanger uneinheitlicher Definition der zulässigen Höchstmenge zwischen 6 und 15 Gramm in den einzelnen Bundesländern beschlossen die Justizminister der deutschen Bundesländer im Juni 2018, eine einheitliche Obergrenze für den Eigenbedarf an Cannabis festzulegen. Beim Besitz von bis zu sechs Gramm konnten Strafverfahren eingestellt werden.
Die Ampelkoalition, die sich nach der Bundestagswahl 2021 in Deutschland gebildet hat, hat in ihrem am 24. November 2021 veröffentlichten Koalitionsvertrag festgelegt, dass die kontrollierte Abgabe von Cannabis an Erwachsene zu Genusszwecken in lizenzierten Geschäften legalisiert werden soll. Im April 2023 wurde ein Gesetzentwurf vorgestellt, der, abweichend von den ursprünglichen Plänen der Koalition, lediglich den Besitz von maximal 25 Gramm Cannabis und der Eigenanbau von höchstens drei Pflanzen sowie den Anbau und die Abgabe von Cannabis in speziellen Vereinen (Cannabis Social Clubs) legalisiert.
Das Bundeskabinett verabschiedete den Gesetzentwurf am 16. August 2023. Der Gesetzentwurf wurde am 23. Februar 2024 vom Bundestag mehrheitlich angenommen. Das Gesetz trat nach der Unterzeichnung durch Manuela Schwesig am 1. April in Kraft. Somit ist für Volljährige der Besitz von bis zu 25 Gramm Cannabis, bezogen auf das Trockengewicht, zum Eigenbedarf erlaubt. Am Wohnsitz ist der Besitz von bis zu drei lebenden Cannabispflanzen und insgesamt bis zu 50 Gramm Cannabis erlaubt. Für den Konsum gibt es Verbote, die vor allem dem Kinder- und Jugendschutz dienen sollen. Eine Abgabe in Geschäften zu Genusszwecken bleibt illegal.

## Rechtliche Situation (sonstige europäische Staaten)
Ein weit verbreiteter Irrtum ist, dass auch die Niederlande Cannabis völlig legalisiert hätten. Legal ist nur der Besitz von bis zu fünf Gramm Cannabis sowie der Verkauf nach engen Regeln an private Abnehmer durch Coffeeshops.
Das Parlament Maltas hat als erstes EU-Land am 14. Dezember 2021 die teilweise Legalisierung von Cannabis beschlossen. Das Gesetz trat am 18. Dezember 2021 mit der Unterschrift des maltesischen Präsidenten George Vella in Kraft. Dadurch wird für Erwachsene unter anderem das Mitführen von bis zu sieben Gramm Cannabis und der begrenzte Anbau legalisiert. Die Abgabe von Cannabis soll über Vereine (Cannabis Associations) zum gemeinsamen Cannabisanbau erfolgen. Der Konsum in der Öffentlichkeit bleibt verboten.
Am 30. Mai 2025 billigte das Abgeordnetenhaus des Parlaments der Tschechischen Republik mit den Stimmen von 142 der 159 anwesenden Abgeordneten einen Gesetzesvorschlag zur weitergehehenden Entkriminalisierung von Cannabis. Nach diesem Vorschlag soll künftig der Eigenanbau von maximal drei Cannabispflanzen sowie der Besitz von bis zu 100 Gramm Cannabis zu Hause und 25 Gramm außerhalb der eigenen Wohnung straffrei sein. Die Einführung eines regulierten Cannabismarktes (also des legalen Verkaufs) wurde jedoch abgelehnt.
In Luxemburg wurde im Juni 2023 wurde ein Gesetz verabschiedet, das den Anbau von bis zu 4 Cannabispflanzen pro Haushalt legalisiert und der Besitz und Erwerb von bis zu 3 Gramm Cannabis zur Ordnungswidrigkeit zurückstuft. Das Gesetz trat am 21. Juli 2023 in Kraft. In einer zweiten Phase des Gesetzes ist auch der legale Verkauf von Cannabis an 14 Verkaufspunkten geplant. Die Verkaufsmenge soll auf 30 Gramm pro Monat beziehungsweise fünf Gramm am Tag limitiert werden. Der Verkauf erfolgt nur an Einwohner Luxemburgs.

## Rechtliche Situation außerhalb Europas
Uruguay beschloss 2013 als erstes Land der Welt die vollständige Legalisierung von Cannabis. Start des regulären Cannabishandels war jedoch erst der 1. Juli 2017.
Kanada beschloss am 19. Juni 2018 die Freigabe von Cannabis. Seit dem 17. Oktober 2018 dürfen THC-haltige Produkte in Kanada in kleinen Mengen legal angebaut, konsumiert und verkauft werden.
In den Vereinigten Staaten von Amerika haben inzwischen 24 Bundesstaaten sowie der Regierungssitz Washington, D.C. Cannabis zum Freizeitgebrauch komplett legalisiert. Weitere Staaten haben den privaten Gebrauch dekriminalisiert. Außerdem haben 38 der 50 US-Bundesstaaten und Washington, D. C. Cannabis als Medikament erlaubt. Die legalen Cannabisverkäufe in den USA beliefen sich nach einer Untersuchung der amerikanischen Cannabis-Webseite Leafly im Jahr 2020 auf insgesamt 20 Milliarden Dollar und die legale Marihuana-Industrie beschäftigt inzwischen (2021) fast 430.000 Menschen.
Auch in vielen anderen Staaten ist Cannabis mittlerweile für medizinische Zwecke zugelassen (siehe Weltkarte).
In Mexiko wurde der Anbau von Cannabis 2021 durch das Verfassungsgericht freigegeben – eine Regelung durch den Gesetzgeber steht jedoch noch aus.
In Südafrika wurde der Anbau von Cannabis und der Konsum und Besitz außerhalb der Öffentlichkeit 2018 vom Verfassungsgericht legalisiert. Im Mai 2024 wurde die Verfassungsgerichtsentscheidung durch den Cannabis for Privat Purposes Act in geltendes Recht umgesetzt.
In Thailand wurde der Anbau und Besitz von Marihuana am 9. Juni 2022 entkriminalisiert. Das Rauchen von Marihuana der Öffentlichkeit wird jedoch immer noch als Belästigung angesehen und kann mit einer dreimonatigen Haftstrafe sowie einer Geldstrafe von umgerechnet rund 675 Euro geahndet werden. Nach Presseberichten eröffneten zahlreiche Läden, die Marihuana verkaufen. Der Verkauf an Personen unter 20 Jahren, Schwangere und stillende Mütter wurde untersagt. Seit dem 26. Juni 2025 ist die Abgabe von Marihuana nur noch mit einer Verschreibung zulässig. Shops erhalten künftig die Möglichkeit, ihr Personal online durch traditionelle Thai-Medizin-Ausbilder zertifizieren zu lassen. Auch Apotheker und Zahnärzte dürfen Rezepte ausstellen – nicht nur voll ausgebildete Ärzte in Kliniken. Viele Verkaufsstellen planen daher, wie Apotheken direkt vor Ort Verschreibungen auszustellen. Der Anbau von Cannabis im eigenen Haushalt zur persönlichen Nutzung bleibt weiterhin erlaubt und rezeptfrei.

## Schadstoffe
Zur Bestimmung von Schadstoffen im Marihuana eignen sich chromatographische Verfahren, wie z. B. die Kopplung der Gaschromatographie mit der Massenspektrometrie.